# Luigi Conconi
Luigi Conconi (né à Milan en 1852 – mort dans la même ville en 1917) est un peintre italien. Il est un des représentants du mouvement artistique anticonformiste dit scapigliatura.

## Biographie
Diplômé de l'École polytechnique de Milan en architecture en 1874, Luigi Conconi mène de pair une carrière d’architecte et de peintre. Associé à son ami le peintre Tranquillo Cremona et le mouvement scapigliatura, il fonde le journal satirique Guerin Meschino en 1882 avec Guido Pisani Dossi, Luca Beltrami et d’autres.